# Partners Group
Die Partners Group Holding AG mit Sitz in Baar ZG ist ein auf Private Equity spezialisierter, international tätiger Schweizer Manager von Privatmarktanlagen, der dem Swiss Market Index (SMI) der 20 liquidesten und grössten Titel der Schweizer Börse SIX Swiss Exchange angehört.

## Überblick
Das Unternehmen mit regionalen Hauptsitzen in Baar ZG, Denver und Singapur beschäftigt rund 1.900 Mitarbeitende mit einem verwalteten Vermögen von rund 142 Milliarden US-Dollar im Jahr 2023.
Im ersten Halbjahr 2021 überholten die Bereiche Private Debt, Private Real Estate und Private Infrastructure zusammengenommen knapp das Stammgeschäft Private Equity.
Die zu rund zwei Dritteln institutionellen Klienten bestehen aus Pensionskassen, Versicherungen und vermögenden Privatkunden. Den grössten Anteil haben mit 29 % die privaten Pensionskassen. Von 1996 bis 2020 investierte das Unternehmen im Auftrag seiner Kunden weltweit über 145 Milliarden US-Dollar.
Mit einer Börsenkapitalisierung von rund 30 Milliarden Schweizer Franken hatte das Unternehmen zu Beginn des Jahres 2021 eine höhere Marktkapitalisierung als die Schweizer Grossbank Credit Suisse und gehört weltweit zu den drei grössten notierten Vermögensverwaltern im Bereich Privatmarktanlagen. Die Mitarbeitenden und Partner halten einen wesentlichen Anteil der Aktien der Unternehmung. Im September 2020 reduzierten die drei Gründungspartner ihre Beteiligungen auf je 5,01 %.

## Geschichte

### Gründung
Partners Group wurde im Januar 1996 als Asset Management Partners Zug von Alfred Gantner (* 1968), Marcel Erni (* 1965) und Urs Wietlisbach (* 1961) gegründet. Die drei Gründer hatten sich zuvor bei Goldman Sachs kennengelernt, wo sie gemeinsam arbeiteten.

### Frühes Wachstum
In den Jahren 1999 und 2000 eröffnete das Unternehmen in Guernsey und New York seine ersten Niederlassungen im Ausland, denen 2004 weitere in London und Singapur, 2007 in San Francisco und Tokio, 2008 in Sydney, Luxemburg und Peking, 2010 in Dubai, Seoul und München und im Jahr 2011 in São Paulo und Paris folgten. Im Jahr 2016 wurden eine Niederlassung in Manila und ein neuer Nordamerika-Hauptsitz in Denver eröffnet. Die Partners Group betreibt 20 Niederlassungen auf der ganzen Welt (Stand Oktober 2020).
Im Jahr 2001 stieg die Gruppe in das Hedge-Fonds-Geschäft ein mit der Übernahme der Swiss Alternative Investment Strategies Group AG, eines Hedge-Fonds Unternehmens, das in Zürich von Mitgliedern des ehemaligen Hedge-Fonds-Teams der Credit Suisse Asset Management gegründet wurde.

### Börsennotierung
Im März 2006 ging das Unternehmen durch einen IPO an die Börse.
Im Jahr 2007 gab Partners Group die Übernahme der diskretionären Vermögensverwaltung der US-amerikanischen Pension Consulting Alliance, Inc. (PCA) bekannt, die im Bereich Private Real Estate Asset Management tätig ist. Ebenfalls 2007 wurde aufgrund der strategischen Ausrichtung das Hedge Fonds-Geschäft auf die ausschliessliche Bedienung von Privatmarktsegmenten heruntergefahren. Anfangs 2010 wurde die Managed-Account-Plattform von Partners Group and Sciens Capital Management veräussert.
Im Juni 2008 verpflichtete sich die Partners Group als Unterzeichnerin zu den Principles for Responsible Investment (PRI), der Finanzinitiative (UNEP FI) des Umweltprogramms der Vereinten Nationen UNEP.
Mitte September 2011 wurde Partners Group Holding AG in den Swiss Small & Mid Cap Index (SMIM Index) aufgenommen, der die 50 grössten börsenkotierten Firmen der Schweiz umfasst. Am 30. November 2011 folgte die Aufnahme der Partners Group Holding AG in den MSCI Switzerland Index. Seit Juli 2020 bilden die Aktien der Partners Group Bestandteil des Schweizer Leitindex SMI.

### Weitere Entwicklungen
2015 war Partners Group der erste Manager von Privatmarktanlagen, der ein Privatmarktangebot für jeden der drei grössten beitragsorientierten Pensionsmärkte lancierte: die USA, Grossbritannien und Australien.
2020 ging Partners Group eine umfangreiche Kooperation mit UBS in Form einer neuen Privatmarktlösung für Vermögensverwaltungskunden ein. Diese strebt im Laufe der Zeit eine jährliche Investitionskapazität von USD 1–3 Mrd. an.
2021 wurde Partners Group von Malaysias Employees Provident Fund ausgewählt, um einen wesentlichen Teil ihres USD 600 Millionen Shariah Private Equity Direct/Co-Investment Fund zu verwalten – der weltweit grösste dieser Art.
Im November 2022 übernahm die Partners Group für 1,2 Milliarden Dollar EdgeCore, ein in Colorado ansässiges Unternehmen, das Rechenzentren besitzt und betreibt.
Am 23. Dezember 2022 kaufte das Unternehmen die Mehrheit des Schweizer Uhrenherstellers Breitling von CVC. Alfred Gantner übernimmt den Vorsitz des Verwaltungsrats von Breitling.
Am 4. Januar 2023 gab die Partners Group bekannt, dass sie SureWerx, einen kanadisch-amerikanischen Anbieter von PSA, Sicherheitsausrüstung und Werkzeugen, übernommen hat. Sie erwarb SureWerx von Riverside Partners. Im April setzte die Partners Group ihren Fokus auf die Dekarbonisierung fort, als sie dem Kauf von 7.000 Gutschriften zustimmte, die von Climeworks’ Direct Air Capture (DAC)-Anlagen generiert wurden.[66] Das Unternehmen ging eine Partnerschaft mit der kanadischen Bank of Montreal (BMO) ein, um einen Privatvermögensfonds für kleinere Investoren aufzulegen. Der Fonds richtet sich an kanadische Kleinanleger sowie an kleinere institutionelle Kunden. Im Dezember 2023 erwarb Partners Group Velvet CARE, einen der führenden europäischen Hersteller von Hygienepapierprodukten.
Im September 2024 gaben Partners Group und BlackRock bekannt, dass sie eine strategische Partnerschaft eingegangen sind, um eine Modellportfolio-Lösung auf den Markt zu bringen, die den Zugang von Privatkunden zu Private Equity, Private Credit und Real Assets vereinfacht. Mit diesem einzigartigen Angebot können Berater ein Multi-Private Märkte Portfolio aus einer Hand anbieten, das von zwei globalen Asset Managern verwaltet wird. Damit sind BlackRock und Partners Group in der Lage, das zunehmende Wachstum im Bereich Private Märkte und Managed Models zu nutzen. Es wird erwartet, dass die AuM in verwalteten Modellportfolios in den nächsten Jahren schnell wachsen werden. Im selben Monat schloss die Partners Group eine Kapitalbeteiligung in Höhe von 1,9 Mrd. USD an dem Portfoliounternehmen Edgecore Digital Infrastructure erfolgreich ab. Die Investition ist die zweite Kapitalerhöhung, die Partners Group seit der Übernahme von EdgeCore im Jahr 2022 geleitet hat und wurde in Zusammenarbeit mit den Kunden des Unternehmens durchgeführt. Außerdem erwarb sie eine Mehrheitsbeteiligung an Gateway Fleets, einem Anbieter von Elektrifizierungslösungen für Logistikflottenbetreiber in den Vereinigten Staaten. Partners Group kündigte auch den Verkauf von Techem an, einem internationalen Anbieter von digitalen Lösungen für das Gebäudeökosystem.

## Investitionsansatz
Der Investitionsansatz von Partners Group beruht auf einer Kombination von Direkt-, Sekundärmarkt-, Primärmarktinvestitionen innerhalb der Private Equity, Private Real Estate und Private Infrastructure Industrie. Dieser Ansatz ermöglicht es dem institutionellen Kunden ein diversifiziertes Portfolio im Privatmarkt über alle Anlageklassen aufzubauen.

## Investitionen
2019 übernahm Partners Group von Ardian die Schleich-Anteile.
2019 wurde Partners Groups Unitranche-Finanzierung der taiwanesischen Gong Cha Group, einem Premium-Anbieter von Tee. Gleichzeitig übernahm Partners Group eine Mehrheitsbeteiligung an der BCR Group aus Shanghai.
2020 übernahm Partners Group einen Mehrheitsanteil an der im Bereich B2B Software aktiven Idera aus Houston.
2020 wurde Partners Group in den Asia-Pacific Investor Awards von Infrastructure Investor mit dem „Renewables Deal of the Year“ ausgezeichnet für die Investition in das Murra Warra Windkraftwerk in Australien, das 150'000 Haushalte mit sauberer Energie versorgen soll.
2021 kaufte Partners Group 25 % des Uhrenherstellers Breitling und ist damit sein größter Aktionär.
Im Jahr 2023 übernahm das Unternehmen die Mehrheit der Rosen-Gruppe, welche Inspektionsgeräte für die Energiebranche herstellt.